# آر بي جي-2
آر بي جي 2 (بالروسية: РПГ-2, Ручной противотанковый гранатомёт)‏ اختصاراً RPG-2، هوَ سلاح مضاد للدبابات يُطلق من على الكتف، صُمم وأُنتج في الاتحاد السوفيتي.